# Estado de México Faren
L' Estado de México Faren (codi UCI: EMF) va ser un equip ciclista femení mexicà d'origen italià. Va competir de 2012 a 2014 i tenia categoria UCI Women's Team.

## Classificacions UCI
Aquesta taula mostra la plaça de l'equip a la classificació de la Unió Ciclista Internacional a final de temporada i també la millor ciclista en la classificació individual de cada temporada.
| Temporada | Classificació per equips | Millor ciclista en la classificació individual |
| --------- | ------------------------ | ---------------------------------------------- |
| 2012      | 12è                      | Rochelle Gilmore (38a)                         |
| 2013      | 17è                      | Susanna Zorzi (60a)                            |
| 2014      | 10è                      | Rossella Ratto (18a)                           |

Del 2012 al 2014 l'equip va participar en la Copa del món
| Temporada | Classificació per equips | Millor ciclista en la classificació individual |
| --------- | ------------------------ | ---------------------------------------------- |
| 2012      | 10è                      | Rochelle Gilmore (28a)                         |
| 2013      | 9è                       | Sara Mustonen (32a)                            |
| 2014      | 7è                       | Elena Cecchini (12a)                           |

## Composició de l'equip
| \| Llista de l'equip 2012 \| Llista de l'equip 2012 \| Llista de l'equip 2012 \| Llista de l'equip 2012 \| \| Ciclista \| Data de naixement \| Equip previ \| \| \| ------------------------------------ \| ---------------------- \| -------------------------------- \| ---------------------- \| \| Giorgia Baraldo \| 17 de maig de 1993 \| \| \| \| Yulia Blindyuk \| 11 de desembre de 1984 \| MCipollini-Giordana (2011) \| \| \| Maria Giulia Confalonieri \| 30 de març de 1993 \| \| \| \| Nicole Cooke \| 13 de abril de 1983 \| MCipollini-Giordana (2011) \| \| \| Gracie Elvin (14 de juny–31 de des) \| 31 de octubre de 1988 \| \| \| \| Myfanwy Galloway \| 22 de juny de 1990 \| Swabo Ladies Cycling Team (2010) \| \| \| Rochelle Gilmore \| 14 de desembre de 1981 \| Lotto Honda (2011) \| \| \| Alessandra Giuseppina Grassi Herrera \| 29 de agost de 1976 \| Selle Italia Ghezzi (2009) \| \| \| Jennifer Hohl \| 3 de febrer de 1986 \| MCipollini-Giordana (2011) \| \| \| Fabiana Luperini \| 14 de gener de 1974 \| MCipollini-Giordana (2011) \| \| \| Chiara Nadalutti \| 8 de març de 1985 \| Kleo Ladies (2011) \| \| \| Luisa Tamanini \| 31 de gener de 1980 \| Gauss (2011) \| \| \| Ielena Utróbina \| 1 de gener de 1985 \| \| \| \| Stefania Vecchio \| 6 de gener de 1990 \| \| \| \| \| \| \| \| \| Font: UCI \| \| \| \|Nota: Giorgia Baraldo |                        |                                  |  |
| Llista de l'equip 2012 |                        |                                  |  |
| Ciclista | Data de naixement      | Equip previ                      |  |
| Giorgia Baraldo | 17 de maig de 1993     |                                  |  |
| Yulia Blindyuk | 11 de desembre de 1984 | MCipollini-Giordana (2011)       |  |
| Maria Giulia Confalonieri | 30 de març de 1993     |                                  |  |
| Nicole Cooke | 13 de abril de 1983    | MCipollini-Giordana (2011)       |  |
| Gracie Elvin (14 de juny–31 de des) | 31 de octubre de 1988  |                                  |  |
| Myfanwy Galloway | 22 de juny de 1990     | Swabo Ladies Cycling Team (2010) |  |
| Rochelle Gilmore | 14 de desembre de 1981 | Lotto Honda (2011)               |  |
| Alessandra Giuseppina Grassi Herrera | 29 de agost de 1976    | Selle Italia Ghezzi (2009)       |  |
| Jennifer Hohl | 3 de febrer de 1986    | MCipollini-Giordana (2011)       |  |
| Fabiana Luperini | 14 de gener de 1974    | MCipollini-Giordana (2011)       |  |
| Chiara Nadalutti | 8 de març de 1985      | Kleo Ladies (2011)               |  |
| Luisa Tamanini | 31 de gener de 1980    | Gauss (2011)                     |  |
| Ielena Utróbina | 1 de gener de 1985     |                                  |  |
| Stefania Vecchio | 6 de gener de 1990     |                                  |  |
| |                        |                                  |  |
| Font: UCI |                        |                                  |  |

| \| Llista de l'equip 2013 \| Llista de l'equip 2013 \| Llista de l'equip 2013 \| Llista de l'equip 2013 \| \| Ciclista \| Data de naixement \| Equip previ \| \| \| ----------------------------------------------------------- \| ---------------------- \| ---------------------------------- \| ---------------------- \| \| Alice Maria Arzuffi (1 de gen–18 de juny) \| 19 de novembre de 1994 \| \| \| \| Marta Bastianelli \| 30 de abril de 1987 \| MCipollini-Giambenini-Gauss (2012) \| \| \| Elena Cecchini \| 25 de maig de 1992 \| MCipollini-Giambenini-Gauss (2012) \| \| \| Maria Giulia Confalonieri \| 30 de març de 1993 \| \| \| \| Christel Ferrier-Bruneau \| 8 de juliol de 1979 \| Hitec Products-Mistral Home (2012) \| \| \| Alessandra Giuseppina Grassi Herrera (11 de juny–31 de des) \| 29 de agost de 1976 \| Selle Italia Ghezzi (2009) \| \| \| Fabiana Luperini \| 14 de gener de 1974 \| MCipollini-Giordana (2011) \| \| \| Sara Mustonen \| 8 de febrer de 1981 \| Hitec Products-Mistral Home (2012) \| \| \| Jutta Nieminen \| 26 de abril de 1978 \| \| \| \| Stella Riverditi \| 7 de febrer de 1994 \| \| \| \| Carolina Rodríguez Gutiérrez (11 de juny–31 de des) \| 30 de setembre de 1993 \| \| \| \| Patricia Schwager \| 6 de desembre de 1983 \| Forno d'Asolo Colavita (2012) \| \| \| Alice Tagliapietra (1 de gen–1 de jul) \| 8 de març de 1993 \| \| \| \| Ashlynn van Baarle \| 2 de novembre de 1994 \| \| \| \| Susanna Zorzi \| 13 de març de 1992 \| MCipollini-Giambenini-Gauss (2012) \| \| \| \| \| \| \| \| Font: UCI \| \| \| \| |                        |                                    |  |
| Llista de l'equip 2013 |                        |                                    |  |
| Ciclista | Data de naixement      | Equip previ                        |  |
| Alice Maria Arzuffi (1 de gen–18 de juny) | 19 de novembre de 1994 |                                    |  |
| Marta Bastianelli | 30 de abril de 1987    | MCipollini-Giambenini-Gauss (2012) |  |
| Elena Cecchini | 25 de maig de 1992     | MCipollini-Giambenini-Gauss (2012) |  |
| Maria Giulia Confalonieri | 30 de març de 1993     |                                    |  |
| Christel Ferrier-Bruneau | 8 de juliol de 1979    | Hitec Products-Mistral Home (2012) |  |
| Alessandra Giuseppina Grassi Herrera (11 de juny–31 de des) | 29 de agost de 1976    | Selle Italia Ghezzi (2009)         |  |
| Fabiana Luperini | 14 de gener de 1974    | MCipollini-Giordana (2011)         |  |
| Sara Mustonen | 8 de febrer de 1981    | Hitec Products-Mistral Home (2012) |  |
| Jutta Nieminen | 26 de abril de 1978    |                                    |  |
| Stella Riverditi | 7 de febrer de 1994    |                                    |  |
| Carolina Rodríguez Gutiérrez (11 de juny–31 de des) | 30 de setembre de 1993 |                                    |  |
| Patricia Schwager | 6 de desembre de 1983  | Forno d'Asolo Colavita (2012)      |  |
| Alice Tagliapietra (1 de gen–1 de jul) | 8 de març de 1993      |                                    |  |
| Ashlynn van Baarle | 2 de novembre de 1994  |                                    |  |
| Susanna Zorzi | 13 de març de 1992     | MCipollini-Giambenini-Gauss (2012) |  |
| |                        |                                    |  |
| Font: UCI |                        |                                    |  |

| \| Llista de l'equip 2014 \| Llista de l'equip 2014 \| Llista de l'equip 2014 \| Llista de l'equip 2014 \| \| Ciclista \| Data de naixement \| Equip previ \| \| \| ---------------------------------------- \| ---------------------- \| ---------------------------------- \| ---------------------- \| \| Ruth Alfie Moctezuma (1 de gen–1 de jul) \| 13 de novembre de 1991 \| \| \| \| Melissa Ayala \| 7 de juny de 1991 \| \| \| \| Giada Borgato \| 15 de juny de 1989 \| Pasta Zara-Cogeas (2013) \| \| \| Ana Teresa Casas (26 de juny–31 de des) \| 8 de novembre de 1991 \| \| \| \| Elena Cecchini \| 25 de maig de 1992 \| MCipollini-Giambenini-Gauss (2012) \| \| \| Maria Giulia Confalonieri \| 30 de març de 1993 \| \| \| \| Uênia Fernandes \| 12 de agost de 1984 \| Chirio Forno d'Asolo (2013) \| \| \| Arianna Fidanza \| 6 de gener de 1995 \| \| \| \| Alessandra Giuseppina Grassi Herrera \| 29 de agost de 1976 \| Selle Italia Ghezzi (2009) \| \| \| Fabiana Luperini \| 14 de gener de 1974 \| MCipollini-Giordana (2011) \| \| \| Lucy Martin \| 5 de maig de 1990 \| Boels Dolmans (2013) \| \| \| Dulce Pliego \| 8 de agost de 1986 \| \| \| \| Marcela Prieto \| 11 de març de 1992 \| \| \| \| Rossella Ratto \| 20 de octubre de 1993 \| Hitec Products UCK (2013) \| \| \| Carolina Rodríguez Gutiérrez \| 30 de setembre de 1993 \| \| \| \| Iliana Romero \| 15 de octubre de 1989 \| \| \| \| Anna Trevisi \| 8 de maig de 1992 \| Vaiano Fondriest (2013) \| \| \| Erika Yépez \| 6 de maig de 1990 \| \| \| \| \| \| \| \| \| Font: UCI \| \| \| \|Nota: Ruth Alfie Moctezuma Nota: Melissa Ayala |                        |                                    |  |
| Llista de l'equip 2014 |                        |                                    |  |
| Ciclista | Data de naixement      | Equip previ                        |  |
| Ruth Alfie Moctezuma (1 de gen–1 de jul) | 13 de novembre de 1991 |                                    |  |
| Melissa Ayala | 7 de juny de 1991      |                                    |  |
| Giada Borgato | 15 de juny de 1989     | Pasta Zara-Cogeas (2013)           |  |
| Ana Teresa Casas (26 de juny–31 de des) | 8 de novembre de 1991  |                                    |  |
| Elena Cecchini | 25 de maig de 1992     | MCipollini-Giambenini-Gauss (2012) |  |
| Maria Giulia Confalonieri | 30 de març de 1993     |                                    |  |
| Uênia Fernandes | 12 de agost de 1984    | Chirio Forno d'Asolo (2013)        |  |
| Arianna Fidanza | 6 de gener de 1995     |                                    |  |
| Alessandra Giuseppina Grassi Herrera | 29 de agost de 1976    | Selle Italia Ghezzi (2009)         |  |
| Fabiana Luperini | 14 de gener de 1974    | MCipollini-Giordana (2011)         |  |
| Lucy Martin | 5 de maig de 1990      | Boels Dolmans (2013)               |  |
| Dulce Pliego | 8 de agost de 1986     |                                    |  |
| Marcela Prieto | 11 de març de 1992     |                                    |  |
| Rossella Ratto | 20 de octubre de 1993  | Hitec Products UCK (2013)          |  |
| Carolina Rodríguez Gutiérrez | 30 de setembre de 1993 |                                    |  |
| Iliana Romero | 15 de octubre de 1989  |                                    |  |
| Anna Trevisi | 8 de maig de 1992      | Vaiano Fondriest (2013)            |  |
| Erika Yépez | 6 de maig de 1990      |                                    |  |
| |                        |                                    |  |
| Font: UCI |                        |                                    |  |